# Сасу Салин
Сасу Антреас Салин (фин. Sasu Antreas Salin; Хелсинки, 11. јун 1991) фински је кошаркаш. Игра на позицијама плејмејкера и бека. 

## Каријера
Сениорски деби је имао у екипи Хонке током сезоне 2007/08. У августу 2010. потписао је уговор са Унион Олимпијом. У клубу из Љубљане је остао до фебруара 2015. када је прешао у Гран Канарију. У јулу 2017. постао је играч Малаге и са њима је провео наредне две сезоне. У јулу 2019. потписао је за Канаријас. У овом клубу је провео наредних пет година и освојио је једну ФИБА Лигу шампиона (2022) и два Интерконтинентална купа (2020. и 2023).
Салин је члан репрезентације Финске. Са њима је наступао на Европским првенствима 2011, 2013, 2015, 2017. и 2022 године као и на два Светска првенства 2014. и 2023. године.

## Успеси

### Клупски
- Унион Олимпија:
  - Куп Словеније (3): 2011, 2012, 2013.

- Гран Канарија:
  - Суперкуп Шпаније (1): 2016.

- 1939 Канаријас:
  - ФИБА Лига шампиона (1): 2021/22.
  - Интерконтинентални куп (2): 2020, 2023.